# Chinley
Chinley – wieś w Anglii, w hrabstwie Derbyshire, w dystrykcie High Peak. Leży 54 km na północny zachód od miasta Derby i 236 km na północny zachód od Londynu. Miejscowość liczy 2000 mieszkańców.